# فلدکیرش (فورآرلبرگ)
شهر فلدکیرش (به آلمانی: Feldkirch, Vorarlberg) در استان فورآرلبرگ با جمعیت ۳۰٬۰۹۳ نفر در کشور اتریش واقع شده‌است.